# 국제 가정의 날
국제 가정의 날(International Day of Families)은 매년 5월 15일에 기념된다. 이 날은 1993년 유엔 총회 결의 A/RES/47/237에 의해 선포되었으며, 국제사회가 가족에 부여하는 중요성을 반영한다. 국제 가정의 날은 가족과 관련된 문제에 대한 인식을 높이고 가족에게 영향을 미치는 사회적, 경제적, 인구학적 과정에 대한 지식을 증가시킬 기회를 제공한다.

## 테마
매년 유엔 사무총장은 국제 가정의 날 테마를 발표한다.
- 2025년 - "지속 가능한 발전을 위한 가족 중심 정책: 제2차 세계 사회 개발 정상회의를 향하여"[3]
- 2024년 - "가족과 기후변화"[4]
- 2023년 - "가족 인구 추세"
- 2022년 - "가족과 도시화"
- 2021년 - "가족과 신기술"[5]
- 2020년 - "개발 속 가족: 코펜하겐 및 베이징 + 25”[6][7]
- 2019년 - "가족과 기후 행동: SDG 13에 집중"[8]
- 2018년 - "가족과 포용적인 사회"[9]
- 2017년 - "가족, 교육 및 웰빙"[10]
- 2016년 - "가족, 건강한 삶과 지속 가능한 미래"
- 2015년 - "남성이 책임자? 현대 가족의 성평등과 아동 권리"
- 2014년 - "개발 목표 달성을 위한 가족의 중요성; 국제 가족의 해 + 20"
- 2013년 - "사회 통합 및 세대 간 연대 증진"
- 2012년 - "일과 가족의 균형 확보"
- 2011년 - "가족 빈곤 및 사회적 배제에 맞서기"
- 2010년 - "전 세계 가족에 대한 이주의 영향"
- 2009년 - "어머니와 가족: 변화하는 세상의 과제"
- 2008년 - "아버지와 가족: 책임과 과제"
- 2007년 - "가족과 장애인"
- 2006년 - "변화하는 가족: 과제와 기회"
- 2005년 - "HIV/AIDS와 가족의 웰빙"
- 2004년 - "국제 가족의 해 10주년: 행동 계획"
- 2003년 - "2004년 국제 가족의 해 10주년 기념 준비"
- 2002년 - "가족과 노년: 기회와 과제"
- 2001년 - "가족과 자원 봉사자: 사회 통합 구축"
- 2000년 - "가족: 개발의 주체이자 수혜자"
- 1999년 - "모든 연령을 위한 가족"
- 1998년 - "가족: 인권 교육자 및 제공자"
- 1997년 - "파트너십에 기반한 가족 구축"
- 1996년 - "가족: 빈곤과 노숙의 첫 번째 희생자"